# Jean-Jérôme Filliez
Jean-Jérôme Filliez, né le 17 mai 1945 à Salins (originaire du même lieu), est une personnalité politique suisse du canton du Valais, membre du Parti démocrate-chrétien. Il est député au Conseil national de 1995 à 1998.

## Biographie
Jean-Jérôme Filliez naît le 17 mai 1945 à Salins, dans le canton du Valais. Il est originaire du même lieu. Son père est agriculteur et sa mère institutrice. Il obtient une licence ès lettres à l'Université de Fribourg. De 1970 à 1985, il est enseignant à l'École normale de Sion. Il enseigne ensuite au Centre de formation professionnelle de Sion, dont il est nommé directeur en 1998,.
Il est président de l'École suisse de ski de Nendaz pendant dix ans,. En 2005, il devient président de Caritas Valais.

## Parcours politique
Membre du Parti démocrate-chrétien, il siège au Conseil communal de Vétroz de 1988 à 1992, puis est président de la commune de 1993 à 2004,. Au moment de son élection à la présidence le 13 décembre 1992, il est la première personne non membre du Parti radical-démocratique à être élue à la tête de la commune depuis cinquante-six ans,.
Il siège au Conseil national de 1995 à 1998. Il démissionne en cours de législature pour prendre la direction du Centre de formation professionnelle de Sion. Il est remplacé par son collègue de parti Gilbert Debons,.